# Janine Reynaud
Janine Reynaud, all'anagrafe Jannine Lucienne Reynaud (Parigi, 13 agosto 1930 – Sugar Land, 13 maggio 2018), è stata una modella e attrice francese.

## Biografia
Ha iniziato la sua carriera come modella per lo stilista francese Jean Patou. La sua carriera nel cinema è avvenuta dalla metà degli anni '60. Sposata con l'attore e regista francese Michel Lemoine.

## Filmografia

### Cinema
- La bugiarda, regia di Luigi Comencini (1965)
- Una voglia da morire, regia di Duccio Tessari (1965)
- Missione Caracas (Mission spéciale à Caracas), regia di Raoul André (1965)
- A 077 - Sfida ai killers, regia di Antonio Margheriti (1966)
- Agente Logan - Missione Ypotron, regia di Giorgio Stegani (1966)
- Cifrato speciale, regia di Pino Mercanti (1966)
- A.D3 operazione squalo bianco, regia di Filippo Walter Ratti (1966)
- La spia che viene dal mare, regia di Lamberto Benvenuti (1966)
- Il fischio al naso, regia di Ugo Tognazzi (1967)
- El caso de las dos bellezas, regia di Jesús Franco (1967)
- Bésame, monstruo, regia di Jesús Franco (1967)
- Delirium (Necronomicon - Geträumte Sünden), regia di Jesús Franco (1968)
- Assassino senza volto, regia di Angelo Dorigo (1968)
- Im Schloß der blutigen Begierde, regia di Adrian Hoven (1968)
- La mano nera (La main noire), regia di Max Pécas (1968)
- Più tardi Claire, più tardi..., regia di Brunello Rondi (1968)
- Wie kurz ist die Zeit zu lieben, regia di Pier A. Caminnecci (1970)
- L'uomo più velenoso del cobra, regia di Bitto Albertini (1971)
- Nel buio non ti vedo... ma ti sento (Je suis une nymphomane), regia di Max Pécas (1971)
- La coda dello scorpione, regia di Sergio Martino (1971)
- Käpt'n Rauhbein aus St. Pauli, regia di Rolf Olsen e Al Adamson (1971)
- Turbamento carnale (Frustration), regia di José Bénazéraf (1971)
- Blindman, regia di Ferdinando Baldi (1971)
- Le maliziose (Les félines), regia di Daniel Daërt (1972)
- La vergine e la bestia (Les désaxées), regia di Michel Lemoine (1972)
- Fammi male e coprimi di violenza (Pénélope, folle de son corps), regia di Alain Magrou (1973)
- Giochi d'amore di un'aristocratica (Les chiennes), regia di Michel Lemoine (1973)
- Les confidences érotiques d'un lit trop accueillant, regia di Michel Lemoine (1973)
- Tire pas sur mon collant, regia di Michel Lemoine (1978)